# マクシミリアン・バイスター
マクシミリアン・バイスター（Maximilian Beister, 1990年9月6日 - ）は、ドイツ・ゲッティンゲン出身の元サッカー選手。現役時代のポジションはMF。

## 経歴
2004年からハンブルガーSVのユースチームに所属し、2008年8月21日に1.FCマクデブルク戦でリザーブチームでのデビューを果たした、2009年11月22日、VfLボーフム戦でトップチームおよびブンデスリーガ1部デビューを果たした。2010年5月26日、フォルトゥナ・デュッセルドルフにレンタル移籍した。レンタル初年度の2010-11シーズンは26試合に出場し7得点を挙げる。翌年もレンタル移籍は延長され、33試合で11得点を記録し、チームの昇格に貢献。2012-13シーズンからハンブルガーSVに復帰した。復帰初年はチームがダイヤモンド型の中盤を用いたこともありレギュラーを獲得することはできなかった。翌年は序盤から好調を維持し、前半戦だけで前年を上回る5得点を挙げるものの、その後負傷をし長期離脱を余儀なくされた。
2015年6月、ハンブルガーSVとの契約を解除し1.FSVマインツ05へ移籍した。

## 代表歴
2009年2月にU-19、同年10月にはU-20のドイツ代表で立て続けにデビューするなど各年代の代表で招集歴がある。

## 所属クラブ
- ハンブルガーSV II 2008-2015
- ハンブルガーSV 2009-2015

→ フォルトゥナ・デュッセルドルフ 2010-2012 (loan)
- 1.FSVマインツ05 2015-2017

→ 1860ミュンヘン 2016 (loan)
→ メルボルン・ビクトリーFC 2016 (loan)
- KFCユルディンゲン05 2018-2019
- FCインゴルシュタット04 2019-2022